# Манфреди
Манфреди (итал. Manfredi) — средневековый итальянский синьориальный род, управлявший городами Фаэнца (в 1313—1501 с перерывами) и Имола (в 1439—1473). Члены семьи принадлежали к партии гвельфов.

## Ранняя история
Первые упоминания о семействе Манфреди в Фаэнце датируются XI веком. С начала XII века члены семьи принимают активное участие в политической жизни Фаэнцы, в дальнейшем получив доступ к муниципальным должностям консулов и подеста. Семья Манфреди традиционно принадлежала к партии гвельфов, ведя борьбу за власть над городом с гибеллинской семьёй Аккаризи. В 1103 году Альберико ди Гвидо ди Манфредо Манфреди вместе с другими городскими ноблями был изгнан из Фаэнцы в результате внутренних столкновений, а в январе 1164 года Энрико ди Альберико Манфреди принимал в своём доме посетившего Фаэнцу императора Фридриха I. Альбергетто I ди Альберико Манфреди (вероятно отец Франческо I Манфреди) занимал должность подеста в Виченце, будучи главой партии гвельфов Фаэнцы и непримиримым противником Эццелино III да Романо.

## Прославленные злодеи
В XIII веке широкую, хотя и недобрую известность во всей Италии получил Альберико Манфреди (ок. 1220 — после 1300), один из предводителей гвельфов Фаэнцы и член ордена гаудентов. Повздорив со своим кузеном Альбергетто и его семьёй, Альберико Манфреди, изобразив стремление к примирению, устроил 2 мая 1285 года роскошный обед, на который пригласил кузена и его отца Манфредо Манфреди. В конце обеда Альберико громко велел слугам внести фрукты, что было заранее условленным сигналом. В тот же миг сын Альберико Манфреди, Уголино Буццола, его кузен Франческо Манфреди и ещё несколько вооружённых кинжалами человек ворвались в зал и перерезали гостей.
Памятуя об этой вероломной расправе, Данте в 1300 году поместил душу ещё живого в то время Альберико Манфреди в один из кругов Ада на страницах своей «Божественной комедии» («Ад», песня XXXIII, строки 109—150). За это преступление Манфреди были объявлены ректором Романьи Гийомом Дюраном вне закона и приговорены к крупному штрафу.

## Первые синьоры Фаэнцы
Упомянутый выше Франческо I ди Альбергетто Манфреди (ум. 29.05.1343) в 1313 году был избран капитаном народа Фаэнцы, вскоре сделавшись синьором города. В период его правления в Фаэнце быстро развивалось производство керамики (в честь города Фаэнца одна из разновидностей керамической продукции поныне носит название фаянса). При Франческо Манфреди был заложен изящный мост через реку Ламоне, украшенный двумя башнями (был разрушен в 1842 году). В 1327 году сын Франческо I Альбергетто II Манфреди отстранил отца от власти. В следующем году Франческо вернул власть над Фаэнцей, однако вскоре город захватили папские войска. Альбергетто был казнён в Болонье в 1329 году.
В 1339 году другому сыну Франческо I Риккардо Манфреди (ум. 1340), удалось вернуть власть над Фаэнцей. После смерти Риккардо синьором Фаэнцы стал вернувшийся в город Франческо Манфреди, а через год — Джованни Манфреди (1324—1373), сын Риккардо. Вскоре Джованни столкнулся с той же угрозой, что и его дядя Альбергетто. В 1356 году папские войска под предводительством кардинала Эдиджио Альборноса осадили город и взяли его в блокаду. Фаэнца держалась пять месяцев, но в итоге вынуждена была сдаться. Джованни умер в Пистое в 1373 году (по другим данным, в Имоле в 1371 году), до конца жизни не прекращая борьбу с папскими захватчиками.

## Асторджо I
Возрождение синьории Манфреди в Фаэнце связано с сыном Джованни Манфреди — Асторджо I (1345—1405), пришедшим к власти 25 июля 1377 года. Его имя в употреблении приняло уменьшительную форму Асторре (итал. Astore — Ястреб-тетеревятник), что одновременно рассматривается некоторыми исследователями в качестве его прозвища. В 1379 году, укрепив своё положение, он добивается титула папского викария. Однако Папское государство не прекращало настойчивых попыток вернуть себе Фаэнцу, и в 1404 году Асторджо Манфреди вынужден был пойти на соглашение, по которому передал римскому папе Фаэнцу сроком на 10 лет за компенсацию в 25 000 дукатов, а также часть своих военных укреплений сроком на 5 лет за ежемесячную арендную плату в 200 флоринов.
Согласившись на эту принудительную аренду, Асторре стал предпринимать меры для возврата своих владений. Уже через год папскими агентами была перехвачена переписка Асторре, уличающая его в заговоре с целью возврата к власти в Фаэнце. Асторджо Манфреди был приглашён к папскому представителю, кардиналу-диакону Бальдассаре Коссе, сказавшемуся больным. Как только Асторре прибыл к кардиналу, его тут же схватили и 28 ноября 1405 года обезглавили на главной площади Фаэнцы. Однако это вероломное убийство не привело к окончательному присоединению Фаэнцы к Папской области. Уже в 1410 году старший сын Асторре, Джан Галеаццо I, победоносно вступил в Фаэнцу, восстановив в городе синьорию семьи Манфреди.
В культурном плане правление Асторджо I в Фаэнце ознаменовалось началом строительства новой городской стены и дворца Капитана народа. Должность городского подеста при нём занимал известный флорентийский писатель Франко Саккетти (ок. 1330—1400), личный друг Асторре.

## Асторджо II и его дети

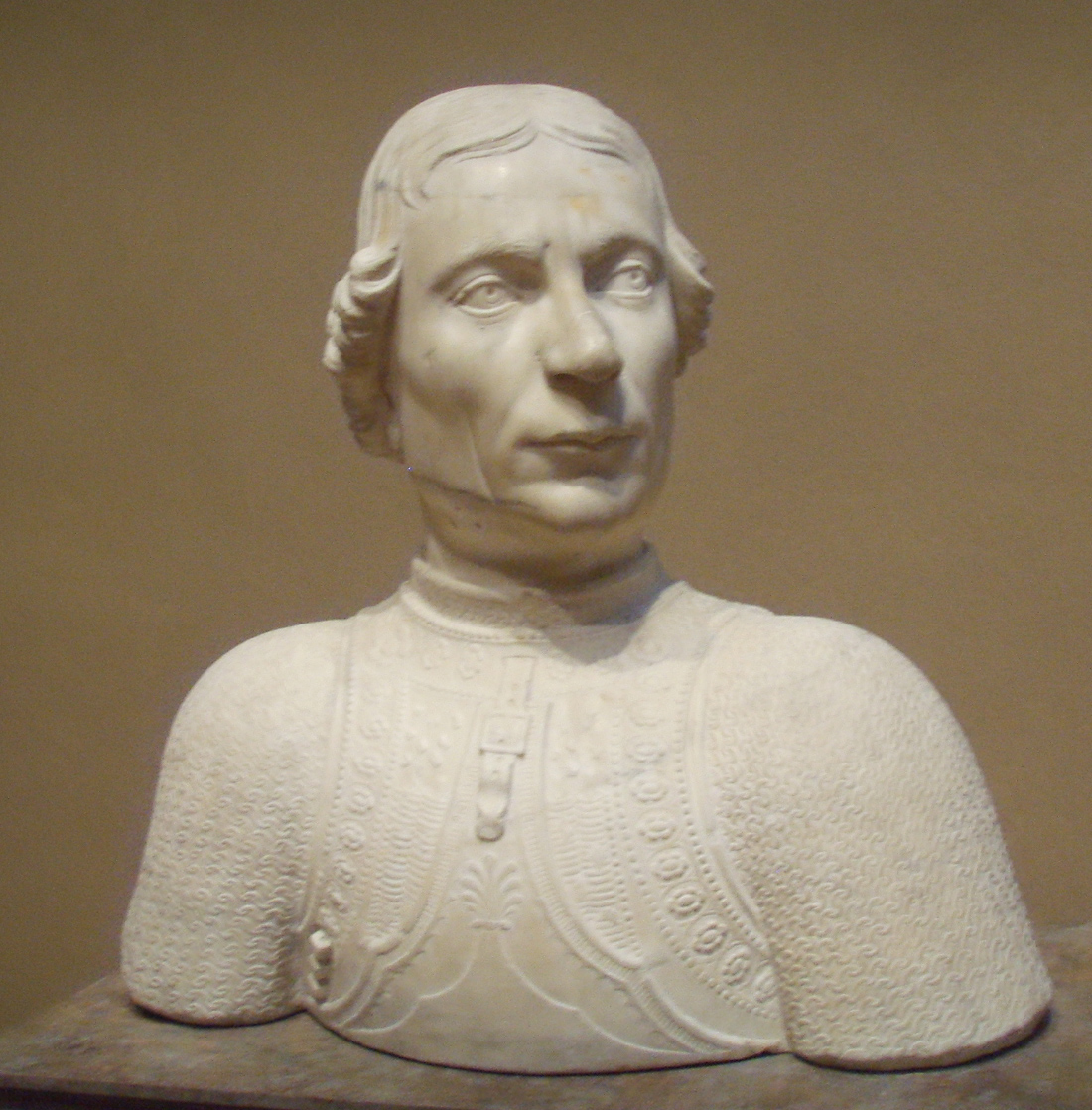
Асторре II — бюст работы Мино да Фьезоле (1455 год)

Джан Галеаццо I правил Фаэнцей до своей смерти в 1417 году и оставил наследниками четырёх сыновей: Карло I (1406—1420), Гвидантонио (1407—1448), Асторджо (Асторре) II (1412—1468) и Джан Галеаццо II (ум. 1465). Первое время братья Манфреди правили совместно под опекой своей матери Джентиле Малатеста. Братьям постоянно приходилось отражать попытки римского папы завладеть Фаэнцей: в 1424 году Риму удалось захватить город, однако уже в 1426 году Манфреди вновь вернулись к власти. Кроме того, братья постоянно воевали, служа различным государям Италии в качестве кондотьеров. После смерти Гвидантонио в 1448 году Асторджо II становится фактически единоличным синьором Фаэнцы (хотя формально до 1465 года его соправителем считался его младший брат Джан Галеаццо II).
При Асторре II город становится признанным центром культуры и искусства, активно продолжается строительство городских стен, начатое его дедом Асторджо I, Донателло получает заказ на создание статуи святого Иеронима в одной из церквей Фаэнцы. После смерти Асторджо II в 1468 году осталось как минимум шестеро детей: дочери Барбара и Элизабетта, которых он в 1462 году выдал замуж за Пино III Орделаффи, синьора города Форли и его брата Франческо; и четверо сыновей, тут же вступившие в борьбу за власть. Победу в этой борьбе одержали Карло II (1439—1484) и Федерико Манфреди (1440—1488). Двое других братьев Галеотто и Ланчилотто были изгнаны из города и вынуждены были служить в качестве кондотьеров.
Карло II и Федерико, бывший при этом епископом Фаэнцы и отличавшийся непомерной жадностью и распутством, правили Фаэнцей девять лет. За это время они полностью дискредитировали себя в глазах горожан, крайне недовольных чрезмерным ростом налогов и постоянными посягательствами синьоров на их имущество. Одним из немногочисленных общественно полезных свершений братьев стала закладка нового городского собора в 1475 году. Последней каплей, перевесившей чашу терпения горожан, стало произвольное завышение цен на зерно (с 45 сольдо за корзину до 50), сделанное в корыстных интересах епископа Федерико, имевшего большие личные запасы зерна. 15 ноября 1477 года в Фаэнце вспыхнуло восстание. Карло Манфреди заперся в городской крепости, а Федерико сбежал в Луго. Когда толпа разгромила епископский дворец, восставшие обнаружили в нём 8000 больших корзин зерна, более 20 000 фунтов масла и вина и другие запасы продуктов. Разграбление имущества епископа Федерико заняло полдня.
Изгнанием Карло и Федерико воспользовался их брат Галеотто Манфреди (1440—1488), который вернулся в Фаэнцу и был провозглашён новым синьором. Его власть над Фаэнцей признали Флоренция и Венеция. В период своего правления Галеотто постоянно ввязывался в различные войны, политические интриги и заговоры, в результате чего расстроил финансовые дела своей синьории до такой степени, что одно время всерьёз подумывал о продаже Фаэнцы Венецианской республике. 31 мая 1488 года Галеотто был заколот кинжалами убийц из Болоньи, нанятых его женой Франческой Бентивольо, в тот самый момент, когда пришёл навестить её, сказавшуюся больной. Действиями Франчески руководила не только личная неприязнь к мужу, но и интересы городского нобилитета, недовольного популярской политикой Галеотто, а также подстрекательства её отца Джованни II Бентивольо, рассчитывавшего присоединить Фаэнцу к своим владениям.
Вероломное убийство Галеотто впоследствии вдохновило Винченцо Монти на создание трагедии «Галеотто Манфреди, князь Фаэнцы» (1787 год).

## Последние Манфреди
В силу того, что простые граждане Фаэнцы, закрывая глаза на многие недостатки, с большой симпатией относились к Галеотто, злодейское убийство синьора вызвало в городе вооружённый мятеж против заговорщиков. Франческа Бентивольо вместе с малолетним сыном Асторджо III заперлась в городской крепости, в то время как её отец при поддержке миланского кондотьера Пьетро Бергамино во главе своих войск вступил в Фаэнцу. Одновременно вооружённые жители Валь-ди-Ламона также подступили к городу и разгромили войска Бентивольо, при этом Джованни Бентивольо был взят в плен, а Бергамино убит. Юный Асторджо (Асторре) III Манфреди был провозглашён синьором Фаэнцы под покровительством находившегося в городе флорентийского комиссара Антонио Босколи. Флорентийская республика с единодушного согласия всех жителей Фаэнцы взяла под своё покровительство город и юного синьора Асторджо, а его мать и дед Джованни II Бентивольо получили свободу.
Во время несовершеннолетия Асторджо III городом фактически управлял городской совет, состоявший из так называемых анциани («отцов города»). В этот период претендентами на власть пытались выступить другие представители рода Манфреди: незаконнорождённые братья Асторджо III, Франческо и монах Шипионе Манфреди, а также Оттавиано Манфреди, сын изгнанного синьора Карло II (в 1494 году Оттавиано составил заговор с целью захвата власти, однако потерпел неудачу).
После смерти синьора Флоренции Лоренцо Великолепного в 1492 году Фаэнца перешла под покровительство Венецианской республики. В 1494 году Асторре III вступил в заочный брак с дочерью графини Форли и Имолы Катерины Сфорца Риарио, однако брак этот так и не был осуществлён.
В 1500 году войска Чезаре Борджиа захватил Пезаро и Римини, синьоры которых были отлучены папой от церкви. В июне того же года Асторджо Манфреди также получил отлучение от церкви за неуплату взноса апостолической камере. 10 ноября Чезаре Борджиа начал осаду Фаэнцы. В отличие от жителей других городов, горожане Фаэнцы решили защищать город и своего молодого синьора, к которому испытывали редкую для того времени привязанность. Жители яростно сопротивлялись всем попыткам взять город штурмом, даже женщины Фаэнцы вышли на стены. Благодаря мужеству горожан, высокой боеспособности усиленного гарнизона и разыгравшейся непогоде 26 ноября Чезаре Борджиа со своей армией отступил в Форли на зимние квартиры.
Полномасштабная осада Фаэнцы армией герцога Валентино возобновилась 13 апреля 1501 года. Верные синьору Асторджо войска отчаянно защищались. Сам Асторджо, не имея средств на оплату жалованья солдатам, вынужден был заложить всё своё имущество и занимать деньги у горожан. 

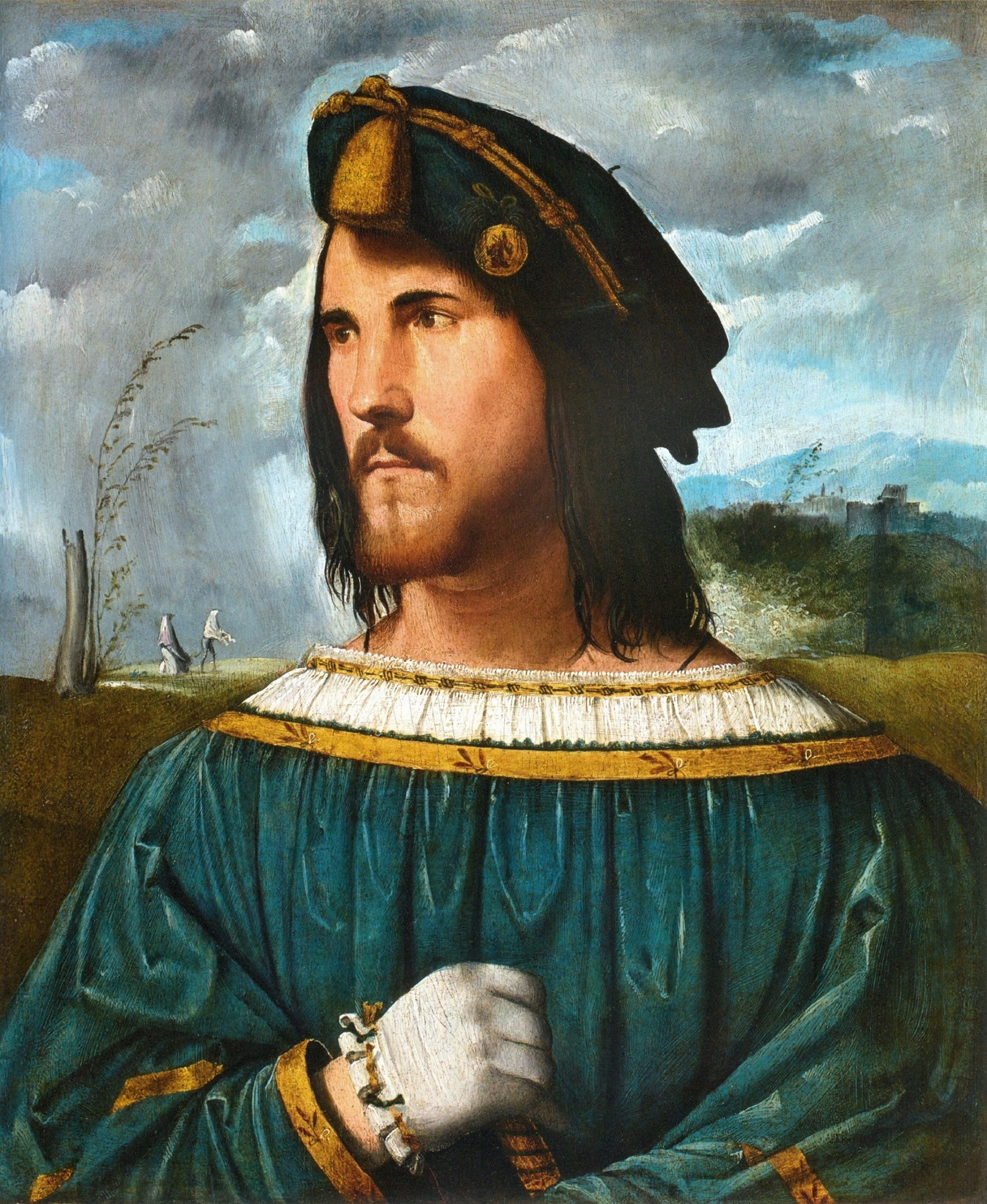
Чезаре Борджиа, герцог Валентино, сын папы Александра VI, положивший конец правлению Манфреди в Фаэнце

24 апреля 1501 года Фаэнца сдалась вопреки воле Асторджо III и его сторонников, которые оборонялись в городском замке. Оставшись без поддержки, Асторджо Манфреди согласился на переговоры о сдаче замка, выдвинув  условием сохранение жизни его людям и ему самому. 25 апреля, согласно заключённому договору о капитуляции, военачальник Борджиа Микелотто Корелле занял замок Фаэнцы. В тот же день поздно вечером герцог Валентино приказал привести к себе Асторджо Манфреди и его единокровного брата Джованни Еванжелисту, сына Кассандры Павони.
Асторджо III и Джованни Еванжелиста Манфреди, несмотря на условия заключенного договора, стали фактическими пленниками Чезаре Борджиа и вынуждены были сопровождать его по пути в Рим, куда они прибыли тайно 17 июня 1501 года. Передав братьев Манфреди под надзор своего отца, папы Александра VI, герцог Валентино вернулся к своей армии. Вскоре после этого братья были заключены в замок Святого Ангела. О дальнейшей судьбе братьев Манфреди, одному из которых было 18, а другому 16 лет, становится известно лишь через год. 6 июня 1502 года посол Венеции в Риме Антонио Джустиниани в письме своему правительству сообщил о том, что братья Манфреди ночью были брошены в Тибр. 9 июня их тела с грузами на шее были выловлены из Тибра. По утверждению Франческо Гвиччардини, на теле Асторджо III были обнаружены следы пыток и сексуального насилия.
После их смерти оставался в живых ещё один брат — Франческо, который в момент осады города находился за пределами Италии на службе Венеции. После падения Фаэнцы и конфискации имущества синьоров Манфреди, он оказался в нищете и нашёл приют в Болонье. Воспользовавшись смертью Александра VI и падением Чезаре Борджа в 1503 году, Джованни II Бентивольо снабдил его некоторым количеством солдат и лошадей, чтобы вернуть Фаэнцу. Франческо удалось войти в город, и население признало его своим правителем. Он принял имя Асторре IV, но не смог удержаться у власти и месяца — город перешёл под власть Венеции.
В ноябре 1503 года между венецианцами и последними отпрысками рода Манфреди было заключено соглашение: Франческо (Асторре IV), его кузен Асторджо и кузина Якопа, священник Джироламо ди Федерико, а также Карло и Марко-Антонио, сыновья епископа Федерико Манфреди, в обмен на разного рода компенсации обязались навсегда покинуть область Фаэнцы. Франческо умер в Венеции около 1509 года, о дальнейшей судьбе остальных Манфреди история умалчивает.

## Синьоры Имолы
Первым правителем Имолы из рода Манфреди стал Франческо I, назначенный 9 ноября 1314 года капитаном народа. Его сын Риккардо Манфреди, в молодости служивший в армии короля Неаполитанского, в 1322—1327 годах также занимал пост капитана народа Имолы. Брат Астоджо II, Гвидантонио (ум. 1443), управлял Имолой с 1439 года, однако в 1441 году Астоджо II на какое-то время отстранил брата от управления. Сын Гвидантонио, Таддео Манфреди (ум. после 1484), после смерти отца в 1448 году смог утвердиться у власти в Имоле. В 1473 году это владение у Таддео отнял миланский герцог Галеаццо Мария Сфорца, передавший Имолу в качестве приданого за своей незаконнорождённой дочерью Катариной её мужу Джироламо Риарио.